# Tournoi de tennis de Brunswick
Le tournoi de Brunswick est un tournoi de tennis professionnel masculin du circuit Challenger qui se déroule sur terre battue à Brunswick depuis 1994. Avec une dotation de 127 000 €, il fait partie des tournois les plus dotés du circuit secondaire de l'ATP. C'est également un des tournois les plus relevés de l'année car il se joue habituellement pendant la 2e semaine de Wimbledon et de nombreux joueurs éliminés précocement viennent donc s'y disputer le titre.
Le tournoi est également reconnu comme l'un des meilleurs de sa catégorie puisqu'il a reçu le prix de ATP Challenger of the Year à 4 reprises en 2005, 2014, 2015 et 2016 par les joueurs de l'ATP.

## Palmarès messieurs

### Simple
| Année | Vainqueur                              | Finaliste                              | Score                                  | Tableau                                |
| ----- | -------------------------------------- | -------------------------------------- | -------------------------------------- | -------------------------------------- |
| 1994  | Gilbert Schaller                       | Javier Sánchez                         | 6-4, 3-6, 6-3                          |                                        |
| 1995  | Magnus Gustafsson                      | Stefano Pescosolido                    | 4-6, 6-0, 7-6                          |                                        |
| 1996  | Alberto Berasategui                    | József Krocskó                         | 6-3, 6-0                               |                                        |
| 1997  | Francisco Roig                         | Félix Mantilla                         | 6-2, 2-6, 6-2                          |                                        |
| 1998  | Franco Squillari                       | Lucas Arnold Ker                       | 6-2, 4-6, 6-1                          |                                        |
| 1999  | Jens Knippschild                       | Franco Squillari                       | 7-5, 7-66                              |                                        |
| 2000  | Gastón Gaudio                          | Franco Squillari                       | 6-4, 62-7, 6-4                         |                                        |
| 2001  | Andrea Gaudenzi                        | Younès El Aynaoui                      | 3-6, 7-65, 6-4                         |                                        |
| 2002  | David Sánchez                          | José Acasuso                           | 5-1 ab.                                |                                        |
| 2003  | Werner Eschauer                        | Igor Andreev                           | 6-1, 7-62                              |                                        |
| 2004  | Tomáš Berdych                          | Daniel Elsner                          | 4-6, 6-1, 6-4                          |                                        |
| 2005  | Óscar Hernández                        | Nicolás Lapentti                       | 6-3, 6-3                               |                                        |
| 2006  | Jan Hájek                              | Fernando Vicente                       | 6-1, 6-3                               |                                        |
| 2007  | Óscar Hernández                        | Florian Mayer                          | 6-2, 1-6, 6-1                          |                                        |
| 2008  | Nicolas Devilder                       | Sergio Roitman                         | 6-4, 6-4                               |                                        |
| 2009  | Óscar Hernández                        | Teymuraz Gabashvili                    | 6-1, 3-6, 6-4                          |                                        |
| 2010  | Mikhail Kukushkin                      | Marcos Daniel                          | 6-2, 3-0 ab.                           |                                        |
| 2011  | Lukáš Rosol                            | Evgeny Donskoy                         | 7-5, 7-62                              |                                        |
| 2012  | Thomaz Bellucci                        | Tobias Kamke                           | 7-64, 6-3                              |                                        |
| 2013  | Florian Mayer                          | Jiří Veselý                            | 4-6, 6-2, 6-1                          |                                        |
| 2014  | Alexander Zverev                       | Paul-Henri Mathieu                     | 1-6, 6-1, 6-4                          |                                        |
| 2015  | Filip Krajinović                       | Paul-Henri Mathieu                     | 6-2, 6-4                               |                                        |
| 2016  | Thomaz Bellucci                        | Íñigo Cervantes                        | 6-1, 1-6, 6-3                          |                                        |
| 2017  | Nicola Kuhn                            | Viktor Galović                         | 2-6, 7-5, 4-2 ab.                      |                                        |
| 2018  | Yannick Hanfmann                       | Jozef Kovalík                          | 6-2, 3-6, 6-3                          |                                        |
| 2019  | Thiago Monteiro                        | Tobias Kamke                           | 7-66, 6-1                              |                                        |
| 2020  | Édition annulée (pandémie de Covid-19) | Édition annulée (pandémie de Covid-19) | Édition annulée (pandémie de Covid-19) | Édition annulée (pandémie de Covid-19) |
| 2021  | Daniel Altmaier                        | Henri Laaksonen                        | 6-1, 6-2                               |                                        |
| 2022  | Jan-Lennard Struff                     | Maximilian Marterer                    | 6-2, 6-2                               |                                        |
| 2023  | Franco Agamenone                       | Pavel Kotov                            | 7-5, 6-3                               |                                        |
| 2024  | Roberto Carballés Baena                | Botic van de Zandschulp                | 6-1, 6-3                               |                                        |

### Double
| Année | Vainqueurs                             | Finalistes                              | Score                                  | Tableau                                |
| ----- | -------------------------------------- | --------------------------------------- | -------------------------------------- | -------------------------------------- |
| 1994  | Horacio de la Peña Emilio Sánchez      | Gábor Köves László Markovits            | 6-4, 7-6                               |                                        |
| 1995  | Nicklas Kulti Mikael Tillström         | Bill Behrens Brendan Curry              | 7-6, 6-1                               |                                        |
| 1996  | Karsten Braasch Jens Knippschild       | Cristian Brandi Filippo Messori         | 6-3, 6-4                               |                                        |
| 1997  | Brandon Coupe Paul Rosner              | Nebojša Djordjević Óscar Ortiz          | 6-4, 6-3                               |                                        |
| 1998  | Tomás Carbonell Francisco Roig         | Joan Balcells Emanuel Couto             | 6-2, 7-6                               |                                        |
| 1999  | Albert Portas Germán Puentes           | Tomás Carbonell Nebojša Djordjević      | 6-4, 63-7, 6-3                         |                                        |
| 2000  | Jens Knippschild Jeff Tarango          | Álex López Morón Albert Portas          | 6-2, 6-2                               |                                        |
| 2001  | Karsten Braasch Jens Knippschild       | Feliciano López Francisco Roig          | 6-1, 6-1                               |                                        |
| 2002  | Mariano Hood Luis Horna                | František Čermák Petr Luxa              | 3-6, 6-3, 6-1                          |                                        |
| 2003  | Sebastián Prieto Jim Thomas            | Juan Ignacio Carrasco Albert Montañés   | 4-6, 6-1, 6-4                          |                                        |
| 2004  | Tomas Behrend Emilio Benfele Álvarez   | Jaroslav Levinský David Škoch           | 6-2, 63-7, 7-610                       |                                        |
| 2005  | Enzo Artoni Álex López Morón           | Massimo Bertolini Tom Vanhoudt          | 5-7, 6-4, 7-612                        |                                        |
| 2006  | Tomas Behrend Christopher Kas          | Máximo González Sergio Roitman          | 7-65, 6-4                              |                                        |
| 2007  | Tomas Behrend Christopher Kas          | Óscar Hernández Carles Poch-Gradin      | 6-0, 6-2                               |                                        |
| 2008  | Marco Crugnola Óscar Hernández         | Werner Eschauer Philipp Oswald          | 7-64, 6-2                              |                                        |
| 2009  | Johan Brunström Jean-Julien Rojer      | Brian Dabul Nicolás Massú               | 7-62, 6-4                              |                                        |
| 2010  | Leonardo Tavares Simone Vagnozzi       | Igor Kunitsyn Yuri Schukin              | 7-5, 7-64                              |                                        |
| 2011  | Martin Emmrich Andreas Siljeström      | Olivier Charroin Stéphane Robert        | 0-6, 6-4, [10-7]                       |                                        |
| 2012  | Tomasz Bednarek Mateusz Kowalczyk      | Harri Heliövaara Denys Molchanov        | 7-5, 61-7, [10-8]                      |                                        |
| 2013  | Tomasz Bednarek Mateusz Kowalczyk      | Andreas Siljeström Igor Zelenay         | 6-2, 7-64                              |                                        |
| 2014  | Andreas Siljeström Igor Zelenay        | Rameez Junaid Michal Mertiňák           | 7-5, 6-4                               |                                        |
| 2015  | Sergey Betov Mikhail Elgin             | Damir Džumhur Franko Škugor             | 3-6, 6-1, [10-5]                       |                                        |
| 2016  | James Cerretani Philipp Oswald         | Mateusz Kowalczyk Antonio Šančić        | 4-6, 7-65, [10-2]                      |                                        |
| 2017  | Julian Knowle Igor Zelenay             | Kevin Krawietz Gero Kretschmer          | 6-3, 7-63                              |                                        |
| 2018  | Santiago González Wesley Koolhof       | Sriram Balaji Vishnu Vardhan            | 6-3, 6-3                               |                                        |
| 2019  | Simone Bolelli Guillermo Durán         | Nathaniel Lammons Antonio Šančić        | 6-3, 6-2                               |                                        |
| 2020  | Édition annulée (pandémie de Covid-19) | Édition annulée (pandémie de Covid-19)  | Édition annulée (pandémie de Covid-19) | Édition annulée (pandémie de Covid-19) |
| 2021  | Szymon Walków Jan Zieliński            | Ivan Sabanov Matej Sabanov              | 6-4, 4-6, [10-4]                       |                                        |
| 2022  | Marcelo Demoliner Jan-Lennard Struff   | Roman Jebavý Adam Pavlásek              | 6-4, 7-5                               |                                        |
| 2023  | Pierre-Hugues Herbert Arthur Reymond   | Rithvik Choudary Bollipalli Arjun Kadhe | 7-67, 6-4                              |                                        |
| 2024  | Sander Arends Robin Haase              | Sriram Balaji Gonzalo Escobar           | 4-6, 6-4, [10-8]                       |                                        |